# Jan Żarnowski
Jan Nepomucen Żarnowski (ur. 14 maja 1852 lub 1862 na Wołyniu, zm. 12 lipca 1926 w Warszawie) – działacz państwowy, prezes Najwyższej Izby Kontroli.

## Życiorys
Szkołę średnią ukończył w Mińsku Litewskim a prawo na Uniwersytecie w Petersburgu. Od października 1878 pracował w rosyjskiej Kontroli Państwowej, doszedł w 1903 do stanowiska Generalnego Kontrolera (urząd równoznaczny z dyrektorem departamentu) Departamentu Sprawozdawczości Kolejowej. Był także tajnym radcą (1908) i członkiem Rady Kontroli Państwowej. 
Po wybuchu I wojny światowej działał w ramach Polskiego Towarzystwa Pomocy Ofiarom Wojny. W 1917 został powołany do Komisji Likwidacyjnej dla Spraw Królestwa Polskiego przy rządzie tymczasowym Kiereńskiego, pracował w Wydziale VII (ds. finansowych i kontroli państwa) i Wydziale XII (ds. dróg i komunikacji). W kwietniu 1918 podjął pracę w przedstawicielstwie Rady Regencyjnej w Rosji, kierował ekspozyturą przedstawicielstwa w Piotrogrodzie, a od 20 października 1918 całym przedstawicielstwem jako p.o. szefa (chargé d’affaires ad interim). W pierwszym kwartale 1919 więziony przez władze radzieckie na Łubiance w Moskwie.
Powrócił do Polski na początku 1920. Był prezesem Komisji Oszczędnościowej Ministerstwa Skarbu oraz członkiem tzw. Komisji Trzech przy Prezydium Rady Ministrów (także zajmującej się sprawami oszczędności budżetowych). 4 lipca 1921 został powołany na stanowisko prezesa Najwyższej Izby Kontroli, wakujące po śmierci Józefa Higersbergera. Był pierwszym prezesem pracującym pod przepisami nowej ustawy o NIK z 1921. Powołał do życia m.in. nowe delegatury Izby.
Zmarł, podobnie jak poprzednik, w trakcie pełnienia funkcji. Zastąpił go na stanowisku prezesa NIK prof. Stanisław Wróblewski.